# Google poezie
Google poezie je označení pro koncept generativní literatury postavený na hledání poezie v našeptávači primárně googlovského vyhledávání. Básně tvoří řádky nápovědy, v nichž se algoritmus na základě předchozích vyhledávání snaží odhadnout, co by mohlo uživatele zajímat. Roli hraje četnost výskytu jednotlivých dotazů i takzvaná „freshness layer“ − reakce algoritmu na aktuální trendy ve vyhledávání. Do podoby básně se může promítnout i funkcionalita jménem „personalized searches“, tedy zohlednění předchozí online aktivity přihlášeného uživatele.
Podle jazykovědce Karla Pioreckého z Ústavu pro českou literaturu Akademie věd ČR navazuje google poezie na avantgardní umění, konkrétně na dadaisty. V souvislosti s přístupem publika ke google poezii pak Piorecký připomíná readymades Marcela Duchampa.
Za zakladatele fenoménu bývá považovaný Fin Sampsa Nuotio, který v říjnu 2012 založil projekt Googlen runousoppi. Na základě pozitivních ohlasů sám Nuotio záhy navázal anglojazyčnou variací Google Poetics.
V Česku je pojem spjatý převážně se stejnojmennou facebookovou stránkou, již v březnu 2013 a po vzoru Google Poetics založili Tomáš Miklica a Daniel Poláček. Ani s Nuotiem, ani s jeho tehdejší spolupracovnicí Raisou Omaheimovou Miklica s Poláčkem spuštění české variace nekonzultovali. Vznikla rovněž nezávisle na společnosti Google. Od dalších jazykových mutací se lišila faktem, že vytvořené básně měly název. Mimo Facebooku šlo google poezii v češtině najít i na Instagramu, ale obě verze byly v roce 2021 ukončeny a profily smazány.
Díky nakladatelství Backstage Books vyšla google poezie též v knižní podobě - v roce 2015 jako e-kniha Google poezie: Básně z vyhledávače a v roce 2020 jako tištěná sbírka Google poezie: Psáno našeptávačem.
Mimo jiné google poezii byl potom věnovaný i projekt Robot píše básně, vítěz Ceny Domu zahraniční spolupráce 2021 v kategorii digitalizace.